# 중일 중간선
중일 중간선(中日中間線)은 동중국해 EEZ 분쟁과 관련해 일본이 주장하는 경계선이다. 오키나와 제도와 중국 본토의 중간선을 가리킨다. 반면 중국은 오키나와 해구까지 자국의 대륙붕이 연결돼있다며 이를 배타적 경계수역의 기준으로 삼아야 한다고 맞서고 있다. 양측이 주장하는 경계선 사이에 있는 센카쿠 열도 영유권 문제와도 관련이 있다.